# 张宇东
宇东，原名张宇东，出生于黑龙江省鸡西市，中国中央电视台体育频道记者、主持人。

## 主要经历
- 1999年 在鸡西大学就读，课余时间在鸡西交通广播做业余主持人
- 2000年 到北京广播学院培训
- 2001年 任北京人民广播电台音乐台记者、编辑、主持人
- 2002年 获北京广播学院三好学生
- 2002年 任聚友传媒 《全球娱乐报道》主持人
- 2003年 获北京人民广播电台音乐台优秀主持人
- 2004年 担任中央电视台体育频道《早安中国》主持人
- 2005年 获得年度中央电视台体育中心先进工作者
- 2007年 担任中央电视台体育频道《武林大会》主持人[1]